# Hengzhi chip
L'Hengzhi chip è un microcontrollore che può memorizzare informazioni di sicurezza crittografate, progettato  dal governo della Repubblica Popolare Cinese e assemblato in Cina.
Le sue funzionalità dovrebbero essere simili a quelle offerte dal Trusted Platform Module ma, a differenza di questo, non è costruito seguendo le specifiche date dal Trusted Computing Group. Lenovo attualmente vende PC "sicuri" equipaggiati col chip di sicurezza Hengzhi.
Il chip potrebbe essere uno sviluppo dell'IBM ESS (Embedded security subsystem) chip, che era sostanzialmente una smartcard a chiave pubblica collocata direttamente sul  bus di  gestione sistema della scheda madre. A gennaio 2008, nessuna specifica pubblica del chip è disponibile. Questa mancanza di documentazione ha sollevato perplessità sulle intenzioni del governo di Pechino e sugli usi che potrebbero essere fatti del Hengzhi chip.